# Oljefat
:För musikinstrumentet, se steel pan.

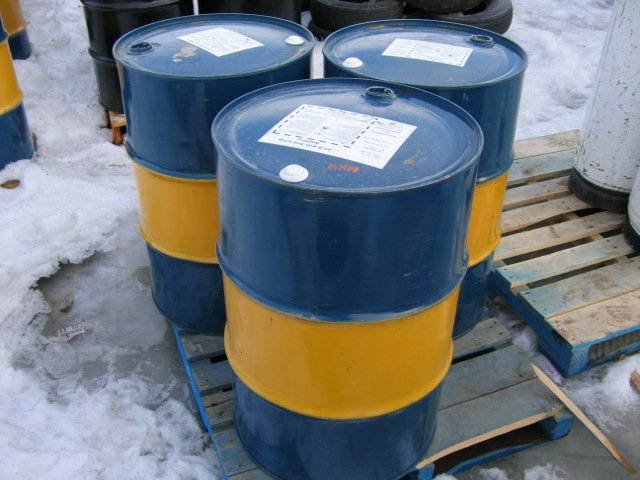
Oljefat av metall.

Ett oljefat, i branschen normalt endast kallat fat, är en standardiserad behållare för petroleum, en cylinderformad tunna av stålplåt. Oljefat finns två storlekar 1/4 fat och helfat. Ett oljefat (eng. drum) rymmer ca 208 liter (55 US gallons=208,2 L) och fylls med 200 liter. Diametern är c:a 0,57 m och höjden omkring 0,85 m. Det s.k. kvartsfatet tycks dock rymma 60 L och det finns även 120 L fat.
Oljefat kan återanvändas på många sätt, som luffarspisar, grillar och musikinstrument.
Ett fat (eng. barrel eller bbl) är en standardstorlek som används för att uppge mängd i petroleumindustrin och därmed för att ange dagspris i handel med petroleum.
Ett fat = 42 US gallons ≈ 158,97 liter. Priset anges internationellt i enheten US$/fat.